# Sandra Azón
Sandra Azón Canalda (ur. 12 listopada 1973 w Barcelonie) – hiszpańska żeglarka sportowa, srebrna medalistka olimpijska z Aten.
Zawody w 2004 były jej drugimi igrzyskami olimpijskimi, debiutowała w 2000. W Atenach zajęła 2. miejsce w klasie 470, partnerowała jej Natalia Vía-Dufresne. W 2000 i 2001 wspólnie były trzecie na mistrzostwach świata w tej konkurencji. W 2008 Azón startowała na igrzyskach w klasie Yngling (14. miejsce). W klasie tej była mistrzynią świata w 2002 i 2006.
Jej siostra Mónica także była olimpijką.